# Samsung Galaxy A-Serie 2021
Die Smartphones der Galaxy A-Serie 2021 sind die Mittelklasse-Geräte des südkoreanischen Herstellers Samsung Electronics aus dem Jahr 2021. Die Serie besteht im Jahr 2021 aus den Geräten Galaxy A12, Galaxy A22, Galaxy A32 5G, Galaxy A42 5G, Galaxy A52, Galaxy A52s 5G und Galaxy A72.

## Galaxy A12
Das Samsung Galaxy A12 bildet den unteren Einstieg der Galaxy-A-Reihe. Es ist 6,5 Zoll groß und 205 Gramm schwer und verfügt ein LC-Display, welches mit 1600 × 720 Pixel (270 PPI) auflöst. Die Kamera besitzt vier Linsen, mit 48, 5, 2, und 2 Megapixel, die Frontkamera über 8 Megapixel. Als Prozessor kommt der MediaTek Helio P35 zum Einsatz, dazu kommen 4 Gigabyte Arbeitsspeicher und 64 Gigabyte Interner Speicher, der über Micro-SD auf ein Terabyte erweitert werden kann. Der Akku vom Galaxy A12 verfügt über 5.000 mAh, was 62 % mehr ist als beim iPhone 13 Pro. Das Galaxy A12 kann mit 15 Watt kabelgebunden geladen werden. Bei Marktstart war das aktuelle Betriebssystem Android 10.

## Galaxy A22 und A22 5G
Das Samsung Galaxy A22 ist mit 6,4 Zoll etwas kleiner als das Galaxy A12, 186 Gramm schwer und besitzt ein Super-AMOLED-Display, das mit 1600 × 720 Pixel (274 PPI) auflöst. Die Kamera des Smartphones verfügt über vier Linsen, mit 48, 8, 2 und 2 Megapixel, die Frontkamera über 13 Megapixel. Im Galaxy A22 ist der MediaTek Helio G70 verbaut, dazu kommen 4 Gigabyte Arbeitsspeicher und 64 oder 128 Gigabyte Interner Speicher, der über Micro-SD auf ein Terabyte erweitert werden kann. Der Akku des Smartphones ist 5.000 mAh groß. Das Gerät verfügt über Dual-SIM und NFC. Bei Marktstart war das aktuelle Betriebssystem Android 11.
Das Samsung Galaxy A22 5G weist im Vergleich zum Galaxy A22 viele Unterschiede auf. Es ist 6,6 Zoll groß und 203 Gramm schwer. Als Display kommt hier nur ein LCD-Panel zum Einsatz, welches aber mit 2400 × 1080 Pixel (399 PPI) eine höhere Auflösung besitzt. Samsung verbaut hier eine Kameralinse weniger als beim A22, mit 48, 5 und 2 Megapixel, die Frontkamera hat 8 Megapixel. Auch kommt beim Galaxy A22 5G mit dem MediaTek 700 ein anderer Prozessor zum Einsatz. Der Akku des Smartphones ist dann jedoch ebenfalls 5.000 mAh groß. Das Smartphone verfügt über Dual-SIM, NFC und es unterstützt den neuen Mobilfunkstandard 5G. Bei Marktstart war das aktuelle Betriebssystem Android 10.

## Galaxy A32 5G
Das Samsung Galaxy A32 5G ist 6,4 Zoll groß und 205 Gramm schwer. Es verfügt über ein LC-Display, das mit 1600 × 720 Pixel (274 PPI) auflöst. Die Kamera verfügt auch beim A32 5G über vier Linsen, mit 48, 8, 5 und 2 Megapixel, die Frontkamera über 13 Megapixel. Samsung verbaut im Galaxy A32 5G den MediaTek Dimensity 720-Prozessor, dazu kommen 4 Gigabyte Arbeitsspeicher und 64 oder 128 Gigabyte Interner Speicher, der über Micro-SD auf 512 Gigabyte erweitert werden kann. Auch beim Galaxy A32 5G ist wieder ein 5000 mAh großer Akku verbaut. Das Smartphone verfügt über Dual-SIM, NFC und unterstützt den neuen Mobilfunkstandard 5G. Bei Marktstart war das aktuelle Betriebssystem Android 11.

## Galaxy A42 5G
Das Samsung Galaxy A42 5G ist 6,6 Zoll groß und 193 Gramm schwer. Es besitzt ein Super-AMOLED-Display, das mit 2400 × 1080 Pixel (399 PPI) auflöst. Die Kamera des A42 5G verfügt über vier Linsen, mit 48, 8, 5 und 5 Megapixel, die Frontkamera mit 20 Megapixel. Als Prozessor kommt hier der Qualcomm Snapdragon 750G zum Einsatz, dazu kommen 4 Gigabyte Arbeitsspeicher und 128 Gigabyte Interner Speicher. Samsung verbaut wieder einen 5000 mAh großen Akku, auch verfügt das Smartphone über Dual-SIM und NFC. Bei Marktstart war das aktuelle Betriebssystem Android 10.

## Galaxy A52 und A52s 5G
Das Samsung Galaxy A52 ist 6,5 Zoll groß und 189 Gramm schwer. Das Smartphone verfügt über ein Super-AMOLED-Display, das mit 2400 × 1080 Pixel (405 PPI) auflöst. Die Kamera besitzt hier wieder vier Linsen, mit 64, 12, 5 und 5 Megapixel, die Frontkamera 32 Megapixel. Im Galaxy A52 kommt als Prozessor der Qualcomm Snapdragon 720G, dazukommen 6 Gigabyte Arbeitsspeicher und 128 oder 256 Gigabyte Interner Speicher. Im A52 kommt ein 4.500 mAh großer Akku zum Einsatz. Das Smartphone verfügt über Dual-SIM, NFC und ist IP67 zertifiziert. Bei Marktstart war das aktuelle Betriebssystem Android 11.
Das Samsung Galaxy A52s 5G mit 6,5 Zoll gleicht dem 4G-Modell nahezu vollständig, bis auf den verbauten Prozessor, hier der Qualcomm Snapdragon 778G, außerdem werden hier auch 8 Gigabyte Arbeitsspeicher angeboten.

## Galaxy A72
Das Samsung Galaxy A72 ist mit 6,7 Zoll Größe das größte Gerät der Reihe, es ist 203 Gramm schwer. Die Kamera des Galaxy A72 verfügt über vier Linsen, mit 64, 12, 8 und 5 Megapixel, die Frontkamera mit 32 Megapixel. Im Smartphone verbaut Samsung als Prozessor den Qualcomm Snapdragon 720G, dazu kommen 6 Gigabyte Arbeitsspeicher und 128 Gigabyte Interner Speicher, der über Speichererweiterung auf ein Terabyte erweitert werden kann. Im Galaxy A72 wird ein 5.000 mAh großer Akku verbaut. Das Smartphone verfügt über Dual-SIM und NFC. Bei Marktstart war das aktuelle Betriebssystem Android 11.